# Taoufik Baccar
Ne doit pas être confondu avec Taoufik Baccar (ar), écrivain, critique littéraire et universitaire tunisien.
Taoufik Baccar (arabe : توفيق بكار), né le 4 juillet 1950 à Chenini, est un économiste et homme politique tunisien.

## Biographie
Titulaire d'une maîtrise en sciences économiques en 1972 et d'un diplôme de l'École nationale d'administration, il est nommé, en 1986, directeur général des ressources humaines au ministère du Plan et des Finances. En 1988, il est nommé au poste de directeur de l'Office de la formation professionnelle et de l'emploi pour une période de deux ans. En 1992, il est gouverneur suppléant aux assemblées annuelles de la Banque mondiale puis président de l'Agence arabe pour l'investissement et le développement agricole.
En 1995, il entre au gouvernement comme ministre du Développement économique puis dirige le ministère des Finances à partir d'avril 1999. En janvier 2004, il succède à Mohamed Daouas (ar) à la tête de la Banque centrale de Tunisie pour un mandat de six ans ; il est reconduit dans ses fonctions le 14 janvier 2010 mais remercié un an plus tard, le 17 janvier 2011, à la suite de la révolution tunisienne qui a chassé le président Zine el-Abidine Ben Ali.
Membre du comité central du Rassemblement constitutionnel démocratique jusqu'en 2011, il est également membre de plusieurs think tank et président du Centre international Hédi Nouira de prospective et d'études.
En 2018, il écrit Le miroir et l'horizon, rêver la Tunisie, un livre dans lequel il revient sur les événements révolutionnaires du 14 janvier 2011. En 2020, il est nommé conseiller économique et financier auprès du chef du gouvernement Hichem Mechichi.

## Décorations
- Grand officier de l'Ordre de la République tunisienne[7] ;
- Grand officier de l'Ordre tunisien du Mérite[8] ;
- Grand cordon de l'Ordre du 7-Novembre[9].

## Publications
- Le miroir et l’horizon, rêver la Tunisie (préf. Christian de Boissieu), Tunis, 2018, 406 p.[10].